# Hagenring

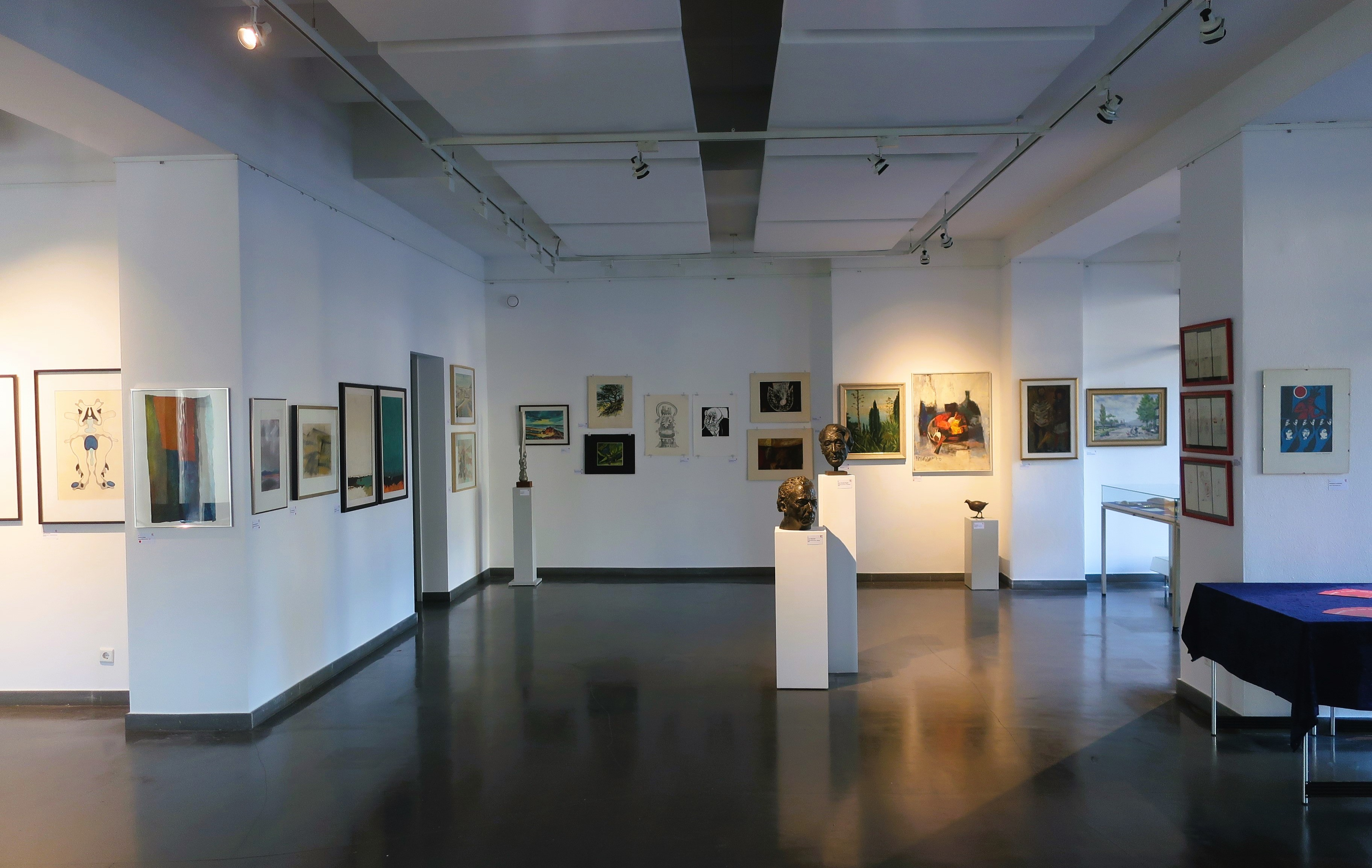
Ausstellungsraum der Kunstgalerie HAGENRING in Hagen-Eilpe

Der Hagenring ist ein Bund bildender Künstler und ein eingetragener Verein mit Sitz in Hagen.
Der Hagenring betreibt eigene Ausstellungsräume in der Wippermann-Passage im Stadtteil Hagen-Eilpe.

## Geschichte
Der Künstlerbund Hagenring wurde 1924 in Hagen gegründet. Die Gründung ist in engem Zusammenhang mit dem Tod des Kunstmäzens Karl Ernst Osthaus zu sehen. Der Impuls, den Osthaus der künstlerischen, kulturellen Entwicklung der Stadt Hagen gab, drohte nach seinem Tod verloren zu gehen. Insbesondere nach dem Verkauf der Kunstsammlungen des Museums Folkwang an die Stadt Essen. Das Anliegen von Osthaus, die Vereinbarkeit von Kunst und dem Leben in einer Industriestadt in Hagen exemplarisch zu demonstrieren, war auch für die Gründung des Hagenrings ein Leitgedanke.
Zu den Zielen des Hagenrings gehört laut Satzung insbesondere auch die Förderung der Kunst im Sinne des 1909 von Osthaus gegründetem Deutschen Museums für Kunst in Handel und Gewerbe. Der Künstlerbund ist mit einer Unterbrechung während des Zweiten Weltkriegs bis heute aktiv. 
Der Hagener Maler und Glaskünstler Hans Slavos (1900–1969) wurde nach dem Zweiten Weltkrieg vom britischen Stadtkommandanten in das neugegründete Stadtparlament berufen und war Initiator einer Neugründung des Hagenrings, dessen Vorsitzender er von 1945 bis 1967 bleibt. Er führt den Verein in die Nachkriegsmoderne. Heute kommen die 34 aktiven Hagenring-Künstler (Stand 2018), fast alle sind studierte Profis, über die Stadt hinaus aus der ganzen Region. Nach wie vor muss man sich um eine Mitgliedschaft bewerben.
Im Jubiläumsjahr 2024 zeigt der Hagenring in der Wippermann-Passage mehrere Ausstellungen und im Osthaus Museum vom 14. September bis 10. November 2024 eine große Jubiläumsausstellung.

## Bekannte (ehemalige) Mitglieder

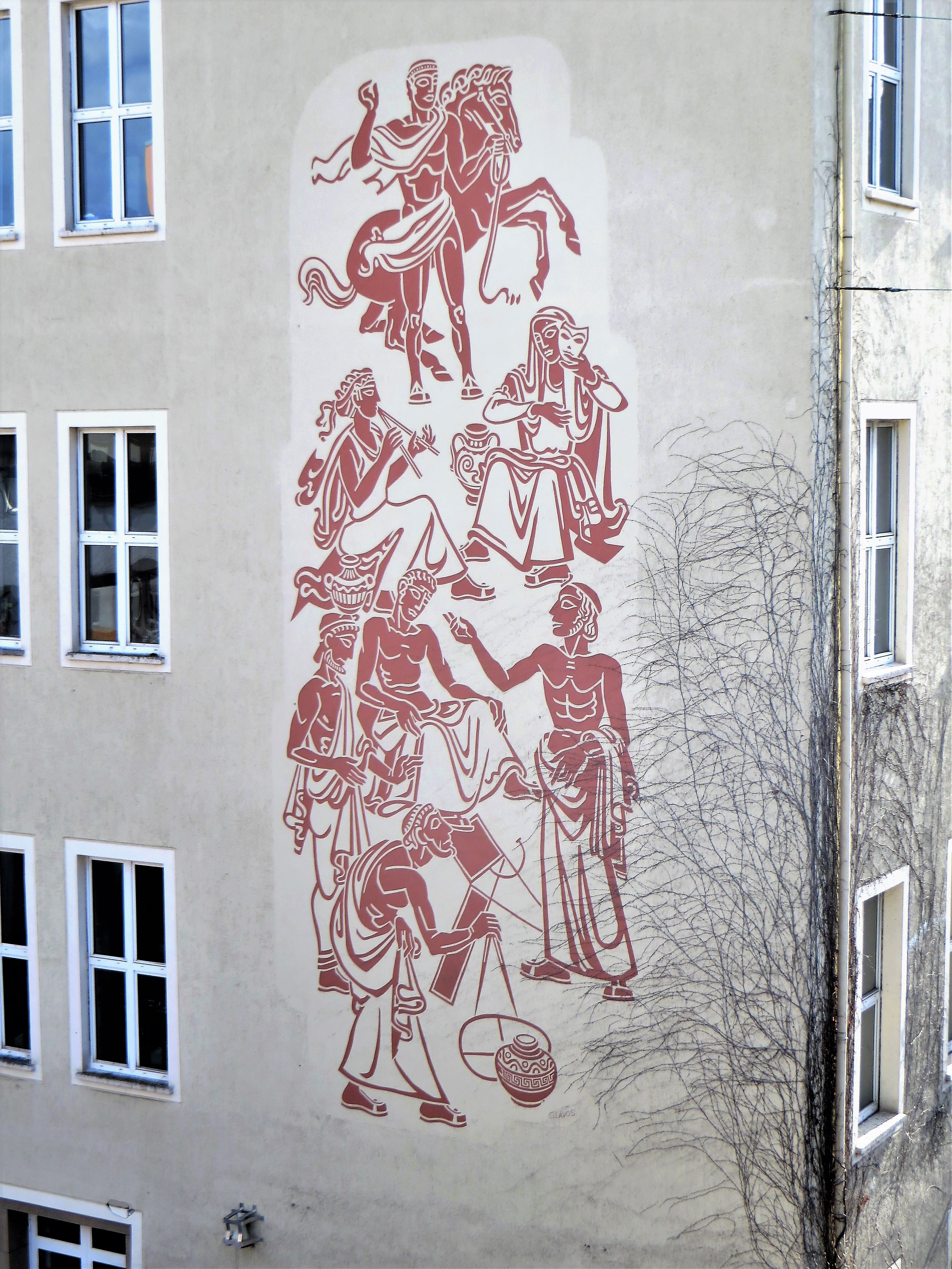
Sgraffito am Fichte-Gymnasium in Hagen. Erschaffen 1951 von Künstler Hans Slavos (1900–1969), Hagenring-Vorsitzender von 1945–1967.

- Friedrich-Adolf Apfelbaum
- Horst Becking
- Carl Baumann
- Hermann Bettermann
- Heinrich Brocksieper
- Theodor Brün
- Karl-Friedrich Fritzsche
- Ruth Eckstein
- Paul Gerhardt
- Hildegard Gerhardt-Wenzky
- Lis Goebel
- Reinhard Hilker
- Irmgard Hilker-Bohn
- Erwin Hegemann
- Heinrich Holthaus
- Hans Krämer
- Albert Kranz
- August Müller-Lamberty
- Karel Niestrath
- Eva Niestrath-Berger
- Grete Penner
- Helwig Pütter
- Christian Rohlfs
- Emil Schumacher
- Paul Seuthe
- Hans Slavos
- Uwe Will
- Günter Zander